# Ostdeutscher Cup 2006
La Ostdeutscher Cup 2006, nota come Ostdeutscher Sparkassen Cup 2006 per motivi di sponsorizzazione, è stata un torneo di tennis facente parte della categoria ATP Challenger Series nell'ambito delle ATP Challenger Series 2006. Il torneo si è giocato a Dresda in Germania dall'8 al 14 maggio 2006 su campi in terra rossa.

## Vincitori

### Singolare
Simon Greul ha battuto in finale  Janko Tipsarević con il punteggio di 7–6(2), 6–2

### Doppio
Yves Allegro /  Michal Mertiňák hanno battuto in finale  Christopher Kas /  Philipp Petzschner con il punteggio di 6–3, 6–0